# トゥー・マッチ・ブラッド
「トゥー・マッチ・ブラッド」(Too Much Blood)は、ローリング・ストーンズの楽曲。作詞作曲はミック・ジャガーおよびキース・リチャーズ。1983年発表のアルバム『アンダーカヴァー』収録。

## 解説
『アンダーカヴァー』収録曲中最も長尺で、ヒップ・ホップとポスト・ディスコを取り入れたダンス・ナンバーである。実質的にはジャガー単独で書かれた曲で、ジャガーは曲中でラップも披露している。歌詞は1981年に日本の作家である佐川一政がパリ滞在中に起こしたパリ人肉事件と、トビー・フーパー監督による1974年のホラー映画『悪魔のいけにえ』がモチーフとなっており、おどろおどろしい内容になっている。『アンダーカヴァー』の録音はパリのスタジオで行われたが、ジャガー達は事件現場をよく通っていたという。チョップスによるホーン・セクションと、スライ&ロビーのスライ・ダンバーらによるパーカッションが曲に独特のうねりをもたらしている。リチャーズやロン・ウッドと共にこの曲でギターを弾いたジム・バーバーは、元々ストーンズのギター・テクニシャンだった人物で、その後ジャガーのソロアルバム『プリミティヴ・クール』（1987年）にも参加した。
アーサー・ベイカーによるリミックス・バージョンが存在し、これはアメリカ合衆国のみで12インチシングルとしてリリースされている。ダンス・バージョンとダブ・バージョンの2種類が存在するが、ダンス・バージョンの方は演奏時間が12分超とストーンズの全楽曲中最長である。未CD化のため2019年現在はレア・トラックとなっている。尚、ストーンズのコンサートで披露されたことはない。

## プロモーション・ビデオ
ジュリアン・テンプル監督によるミュージック・ビデオも制作されている。映像は歌詞世界を反映させたスプラッター映画さながらの内容であり、リチャーズとウッドがチェーンソーでジャガーを襲う場面も見られる。アメリカでリリースされた12インチシングルのジャケットは、この映像の一部から採られている。「アンダーカヴァー・オブ・ザ・ナイト」同様内容が問題視され、この映像も一部の放送局で締め出しを食らった。現在はYouTubeのストーンズ公式ページで視聴できる。

## レコーディング・メンバー
- ミック・ジャガー – ボーカル[1]
- キース・リチャーズ、ロン・ウッド、ジム・バーバー – エレキギター[1]
- ビル・ワイマン – ベース[1]
- チャーリー・ワッツ – ドラムス[1]
- チャック・リーヴェル – キーボード[1]
- チョップス – 管楽器[1]
- スライ・ダンバー – パーカッション、電子ドラム[1]
- マーティン・ディシャム、ブラームス・カウンディル、ムスタファ・シセ – パーカッション[1]